# 40-talslyrik
40-talslyrik är en antologi med svensk 1940-talspoesi sammanställd av Erik Lindegren och Karl Vennberg, utgiven 1946 av Bonniers förlag.
Medverkande författare är bland andra Sven Alfons, Werner Aspenström, Stig Carlson, Ann Margret Dahlquist-Ljungberg, Lars Englund, Bernt Erikson, Harald Forss, Elsa Grave, Arne Nyman, Stig Sjödin, Ragnar Thoursie, Anna Greta Wide, Maria Wine och de båda utgivarna. 1951 utkom en ny och utökad upplaga med Bengt Holmqvist som redaktör.